# Sardegna Open 2021
Sardegna Open 2021 là một giải quần vợt trong ATP Tour 2021 thi đấu trên mặt sân đất nện ngoài trời. Giải đấu diễn ra tại Tennis Club Cagliari ở Cagliari, Sardinia, Ý từ ngày 5 đến ngày 11 tháng 4 năm 2021.

## Điểm và tiền thưởng

### Phân phối điểm
| Sự kiện | VĐ  | CK  | BK | TK | Vòng 1/16 | Vòng 1/32 | Q  | Q2 | Q1 |
| Đơn     | 250 | 150 | 90 | 45 | 20        | 0         | 12 | 6  | 0  |
| Đôi     | 250 | 150 | 90 | 45 | 0         | —         | —  | —  | —  |

### Tiền thưởng
| Sự kiện | VĐ      | CK      | BK      | TK      | Vòng 1/16 | Vòng 1/32 | Q2     | Q1     |
| Đơn     | €40,100 | €28,750 | €20,465 | €13,650 | €8,770    | €5,275    | €2,580 | €1,340 |
| Đôi*    | €14,970 | €10,730 | €7,060  | €4,590  | €2,690    | —         | —      | —      |

*mỗi đội

## Nội dung đơn

### Hạt giống
| Quốc gia | Tay vợt              | Xếp hạng1 | Hạt giống |
| -------- | -------------------- | --------- | --------- |
| GBR      | Dan Evans            | 29        | 1         |
| USA      | Taylor Fritz         | 32        | 2         |
| ITA      | Lorenzo Sonego       | 34        | 3         |
| GEO      | Nikoloz Basilashvili | 38        | 4         |
| GER      | Jan-Lennard Struff   | 42        | 5         |
| AUS      | John Millman         | 43        | 6         |
| ARG      | Guido Pella          | 48        | 7         |
| USA      | Tommy Paul           | 53        | 8         |

- 1 Bảng xếp hạng vào ngày 22 tháng 3 năm 2021

### Vận động viên khác
Đặc cách:
- Federico Gaio
- Thomas Fabbiano
- Giulio Zeppieri

Vượt qua vòng loại:
- Liam Broady
- Marc-Andrea Hüsler
- Jozef Kovalík
- Sumit Nagal

### Rút lui
Trước giải đấu
- Jérémy Chardy → thay thế bởi  João Sousa
- Cristian Garín → thay thế bởi  Federico Coria
- Aslan Karatsev → thay thế bởi  Lorenzo Musetti
- Thiago Monteiro → thay thế bởi  Andrej Martin
- Fernando Verdasco → thay thế bởi  Yannick Hanfmann

## Nội dung đôi

### Hạt giống
| Quốc gia | Tay vợt         | Quốc gia | Tay vợt           | Xếp hạng1 | Hạt giống |
| -------- | --------------- | -------- | ----------------- | --------- | --------- |
| BRA      | Marcelo Melo    | NED      | Jean-Julien Rojer | 43        | 1         |
| ITA      | Simone Bolelli  | ARG      | Andrés Molteni    | 133       | 2         |
| AUS      | Matthew Ebden   | IND      | Divij Sharan      | 138       | 3         |
| GBR      | Lloyd Glasspool | GBR      | Jonny O'Mara      | 165       | 4         |

- Bảng xếp hạng vào ngày 22 tháng 3 năm 2021.

### Vận động viên khác
Đặc cách:
- Jacopo Berrettini /  Matteo Berrettini
- Andrea Pellegrino /  Giulio Zeppieri

Bảo toàn thứ hạng:
- Roman Jebavý /  Igor Zelenay

### Rút lui
Trước giải đấu
- Rajeev Ram /  Joe Salisbury → thay thế bởi  Harri Heliövaara /  Denys Molchanov
- Jonny O'Mara /  Ken Skupski → thay thế bởi  Lloyd Glasspool /  Jonny O'Mara

Trong giải đấu
- Dan Evans /  Federico Coria

## Nhà vô địch

### Đơn
- Lorenzo Sonego đánh bại  Laslo Đere, 2–6, 7–6(7–5), 6–4

### Đôi
- Lorenzo Sonego /  Andrea Vavassori đánh bại  Simone Bolelli /  Andrés Molteni, 6–3, 6–4